# Adolphe Paupe
Œuvres principales
- Histoire des œuvres de Stendhal (1903)
- La vie littéraire de Stendhal (1914)

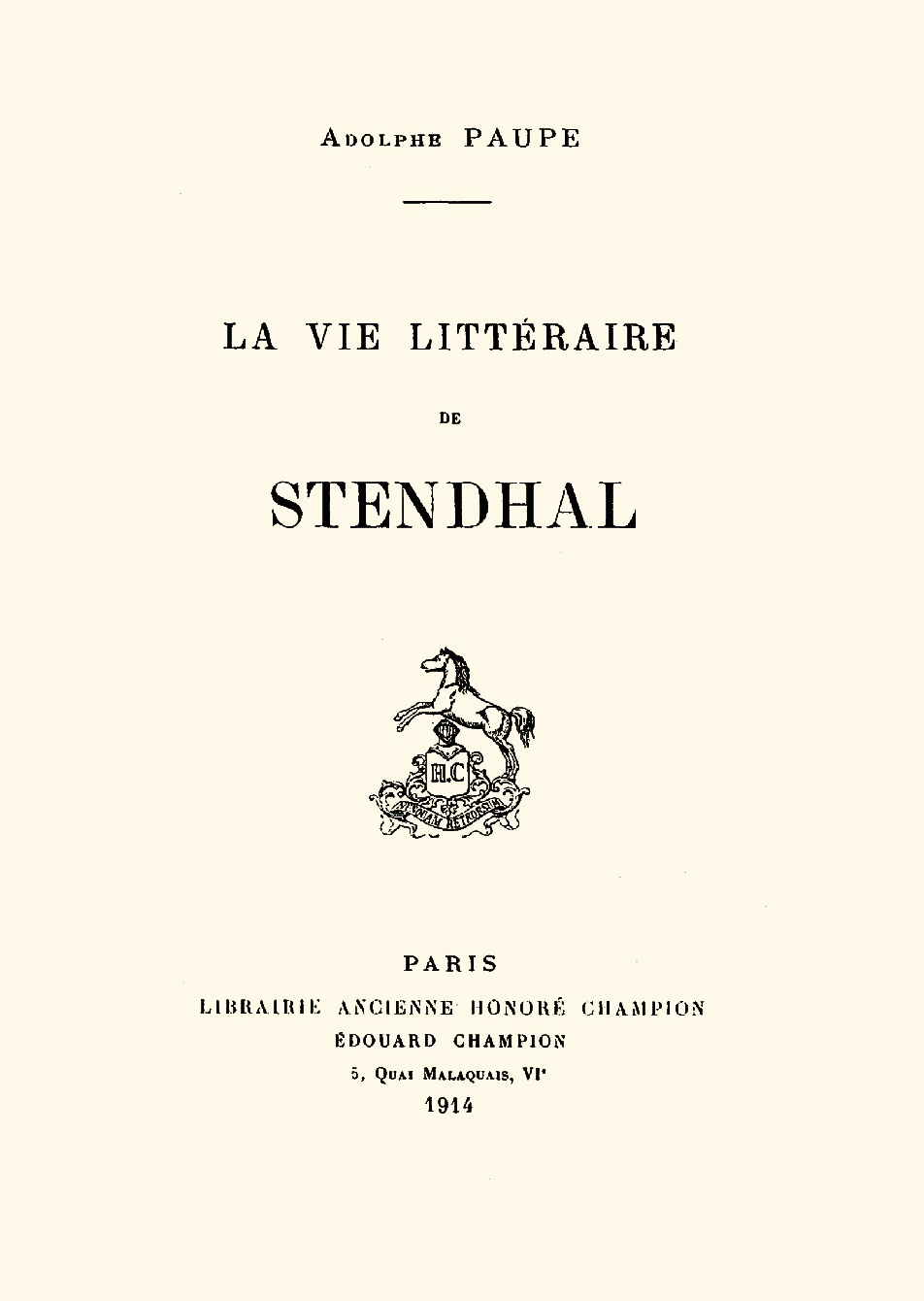
La vie littéraire de Stendhal, 1914.

Adolphe Paupe est un bibliographe et critique littéraire, né en 1854 à Troyes et mort en 1917 à Paris. Il est connu comme un spécialiste de Stendhal.

## Biographie

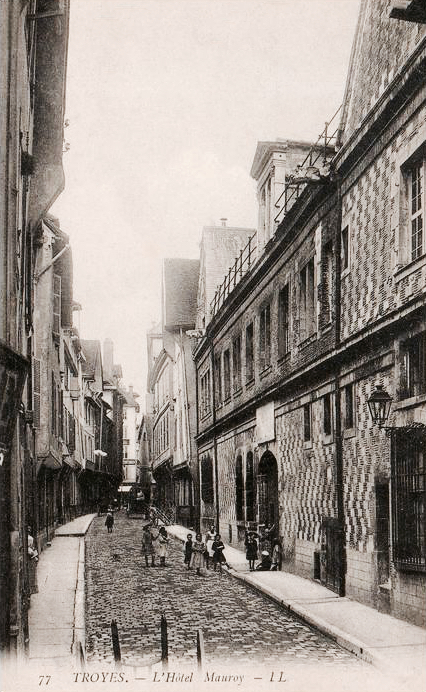
Troyes, rue de la Trinité.

Adolphe Édouard Célestin Paupe est né le 13 octobre 1854 à Troyes dans l'Aube.
Son père, Louis François (né en 1816), est imprimeur lithographe. Le 21 novembre 1848, il épouse Joséphine Clausel, fille d'Alexandre Clausel, artiste peintre et premier photographe de Troyes qui habitait au no 19 de la rue la Trinité. Son imprimerie porte le nom commercial Paupe-Clausel.
La famille Paupe habite au no 4 de la rue de la Trinité, à proximité de l'Hôtel de Mauroy situé au no 7 de la même rue étroite aux maisons très anciennes.

### Jeunesse
Adolphe est le quatrième enfant d'une fratrie de cinq garçons. Il passe son enfance et sa jeunesse dans cette ville du sud de la Champagne "pouilleuse", comme on disait alors. Le recensement de 1872 le mentionne toujours à Troyes, avec sa famille, mais il disparaît sur celui de 1876.
Sa famille quitte Troyes, avant 1881, à l'exception d'un frère d'Adolphe qui perpétue l'atelier d'imprimeur de son père. Elle s'installe à Paris, rue Saint-Merri (4e arr.).

### Mariage et enfants
Adolphe Paupe se marie le 21 août 1883 à Paris (9e arr.), avec Marie Adélaïde Favre, née le 28 octobre 1862 à Paris. Ses deux parents sont présents à la cérémonie : son père, âgé de 67 ans, est mentionné comme «représentant de commerce». Adolphe vivait alors chez eux, rue Saint-Merri au no 16, selon son acte de mariage.

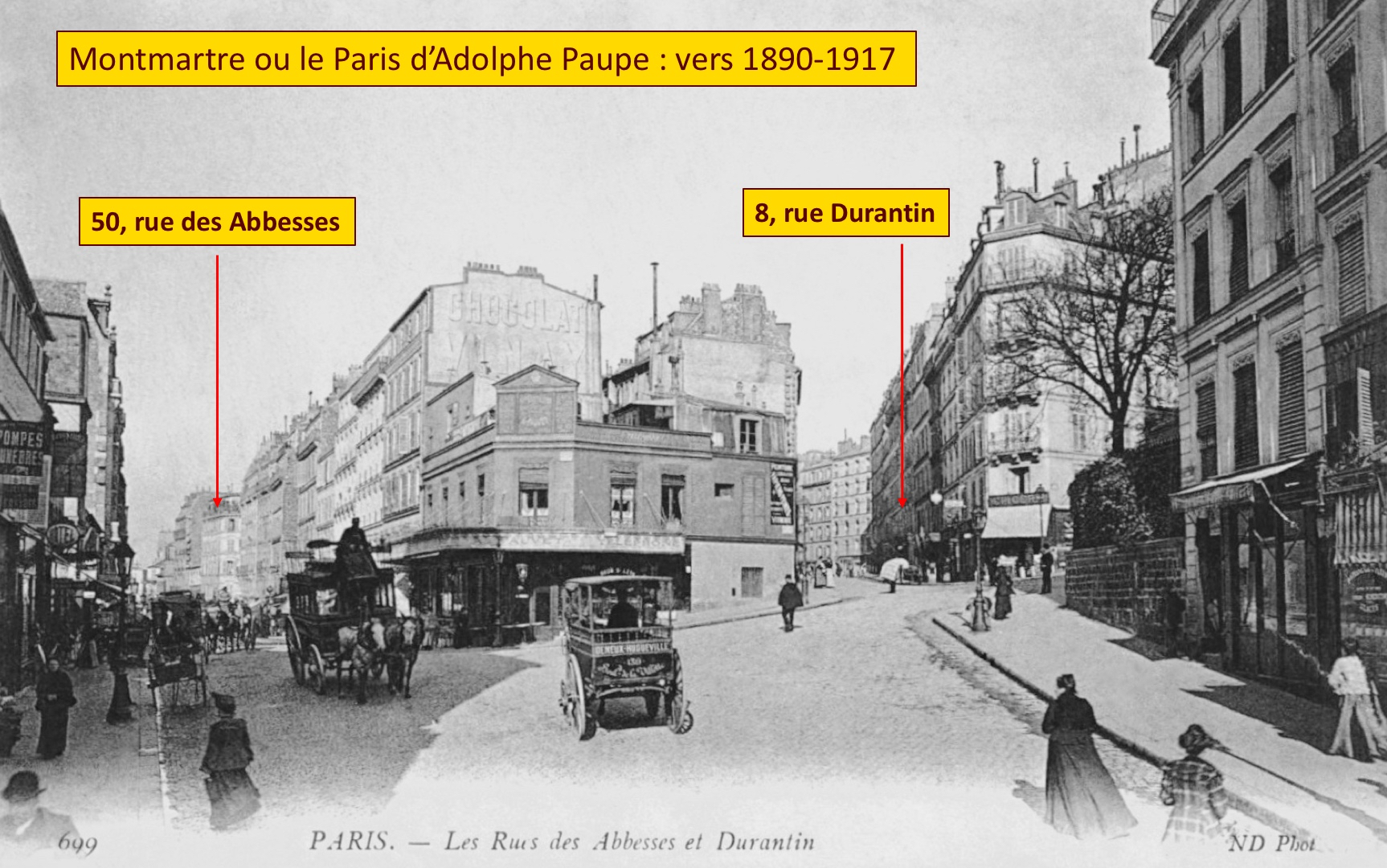
Le Paris d'Adolphe Paupe.

Le couple réside à Dijon (Côte-d'Or), rue François-Rude puis rue de la Trémouille. Après la naissance du deuxième enfant - mais la raison est probablement d'ordre professionnel -, il quitte la Bourgogne pour Paris vers 1889-1890. La famille s'installe dans le 18e arrondissement, d'abord rue Durantin, no 8, et enfin rue des Abbesses au no 50.
Adolphe Paupe est le père de cinq enfants :
- Virginie Jeanne Suzanne, née le 12 juillet 1886, à Dijon.
- André Léopold, né le 31 août 1888, à Dijon.
- Anna Camille Suzanne, née le 19 février 1895, à Paris (18e arr.).
- Suzanne Octavie Mauricette, née le 22 janvier 1896, à Paris (18e arr.).
- Aline Charlotte Henriette, née le 9 janvier 1899, à Paris (18e arr.).

### Carrière professionnelle
Adolphe Paupe a été comptable (1883), gérant du quotidien dijonnais Le Petit Bourguignon (1886, 1888) ; l'un des témoins à la naissance de sa fille, en juillet 1886, est Victor Bergery, rédacteur au Petit Bourguignon.
Il devient ensuite chef de bureau dans une compagnie d'assurances à Paris. Pierre-Joseph Richard révèle que Remy de Gourmont «venait de temps à autre trouver Paupe à son bureau, 23, rue de Londres».

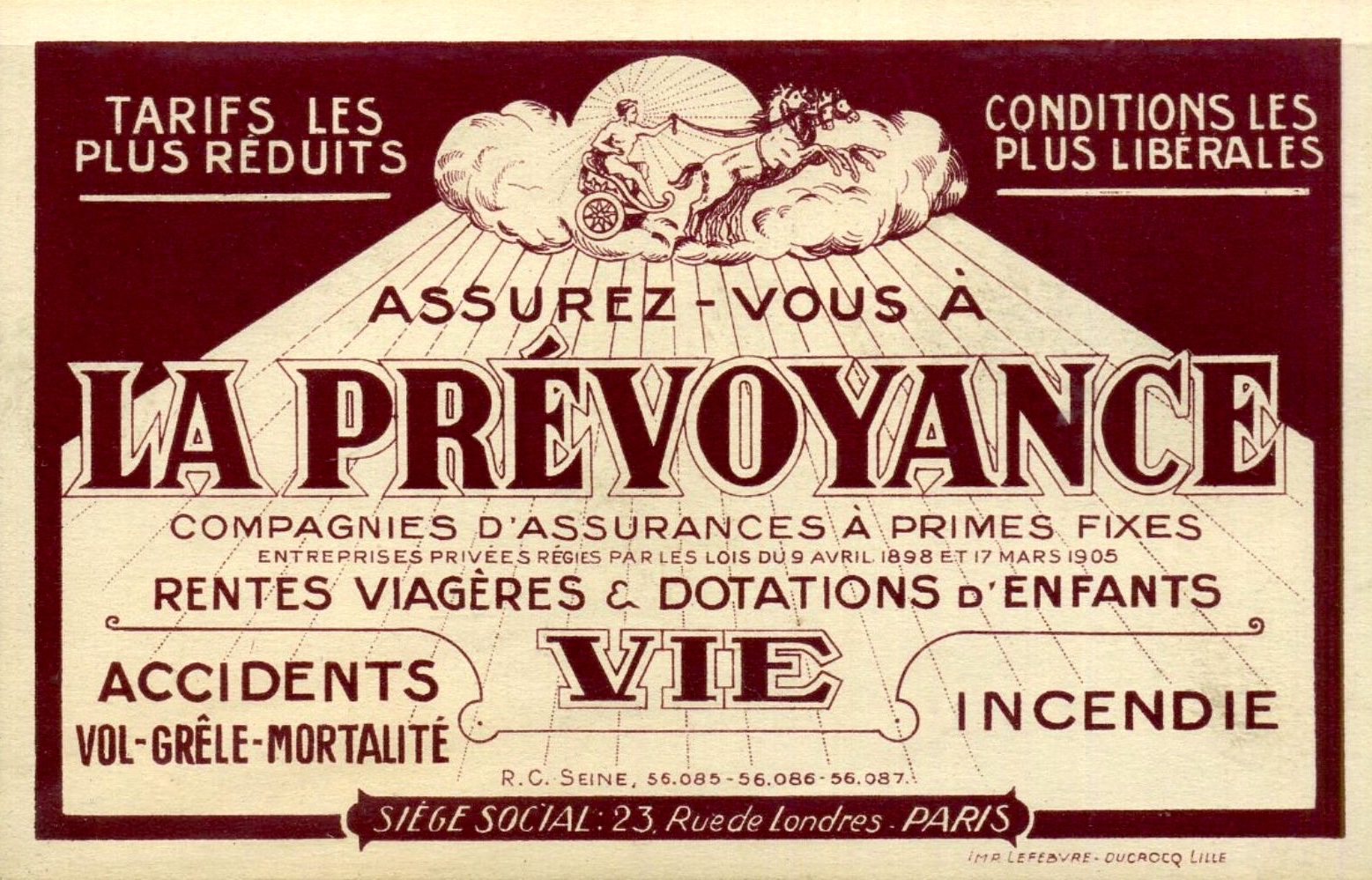
La Prévoyance, 23 rue de Londres.

Or, à cette adresse, dans le 9e arrondissement, se trouvait le siège d'une importante compagnie d'assurances sur les accidents, la Prévoyance. Il s'agit de la société dans laquelle travaillait Adolphe Paupe.
Le critique et écrivain Paul Léautaud le consigne d'ailleurs explicitement à la date du jeudi 18 janvier 1906 de son Journal littéraire : «Aujourd'hui jeudi je suis allé rue de Londres, à la Compagnie d'Assurances La Prévoyance, voir Adolphe Paupe, au sujet de la Chronique stendhalienne et de Gourmont. J'ai retrouvé le même homme curieux au possible, en tant que stendhalien».
Cette occupation professionnelle n'avait cependant guère d'intérêt pour lui : il a consacré l'essentiel de sa vie à l'œuvre stendhalienne.

### Adonné au culte stendhalien
Paul Léautaud a plusieurs fois évoqué la figure d'Adolphe Paupe et noté la place subalterne qu'il réservait à son emploi.

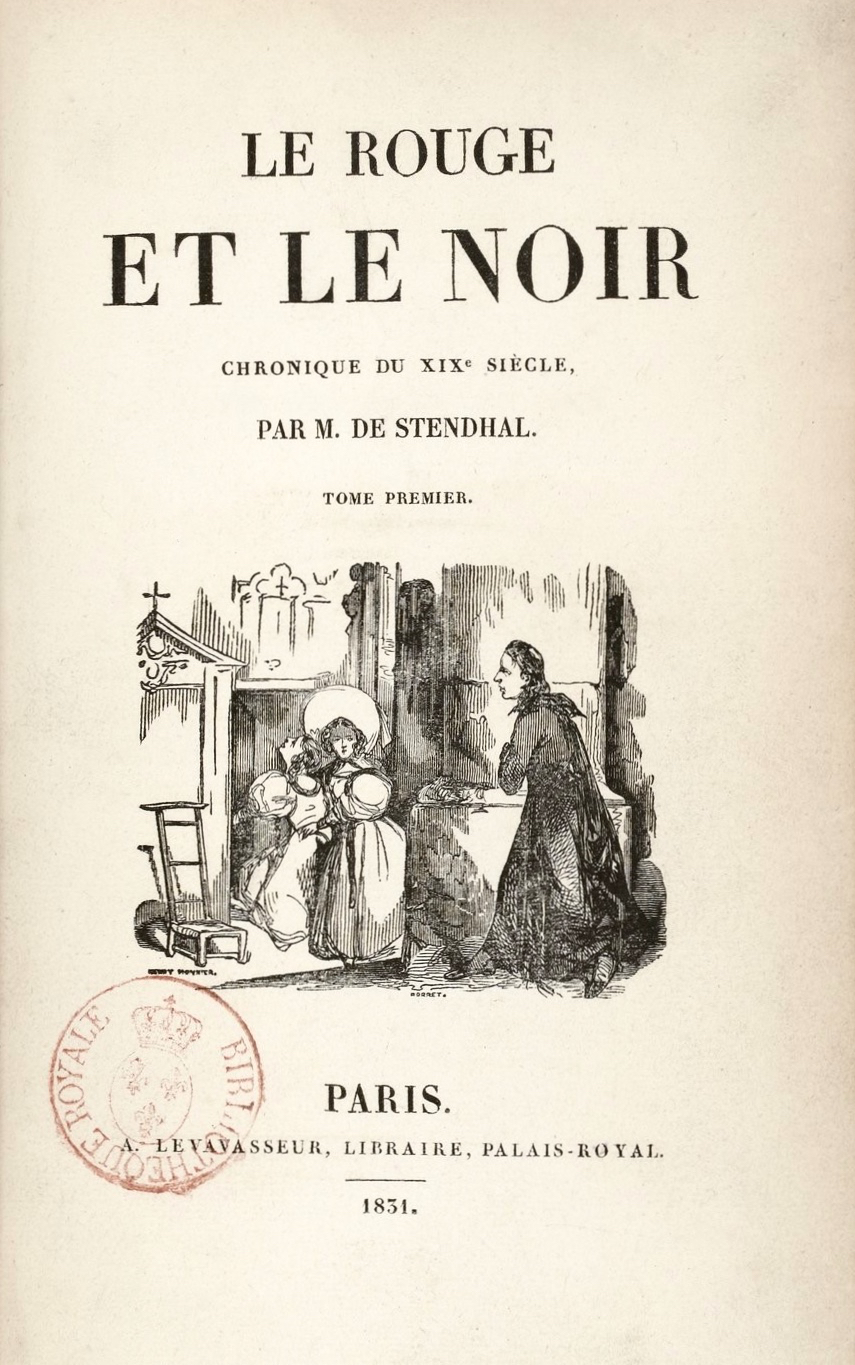
Édition 1831.

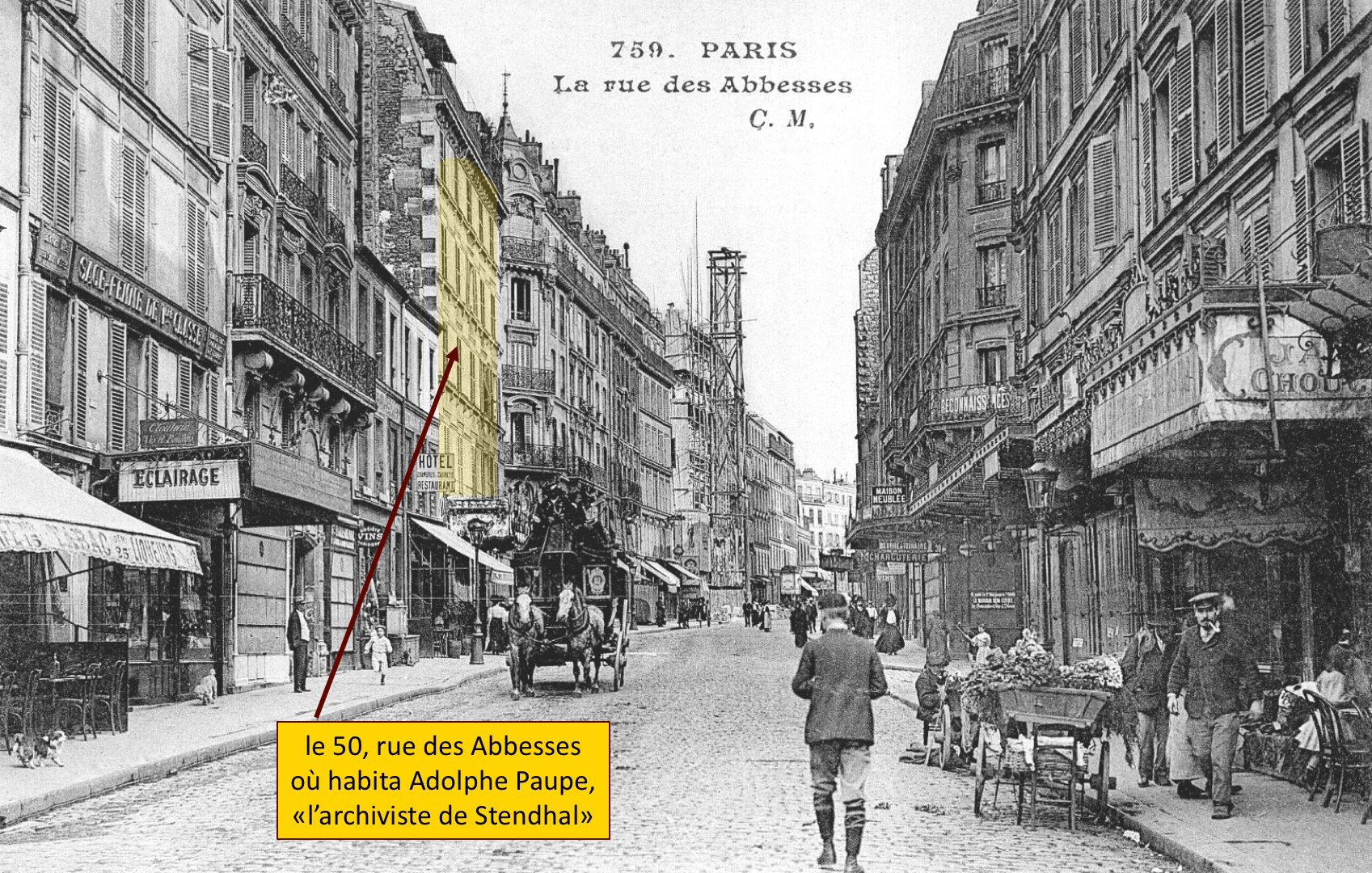
Le 50, rue des Abbesses.

Dans son Journal littéraire, à la date du 21 janvier 1906, Léautaud raconte la visite rendue à Paupe par lui-même et Remy de Gourmont.
Le journal Le Temps décrit Adolphe Paupe dans ses dernières années :

### La mort du fils
Adolphe Paupe avait un seul fils, André Léopold, né le 31 août 1888 à Dijon, peu de temps avant que la famille Paupe ne vienne à Paris. Le jeune homme meurt de maladie, « aggravée en service » pendant la guerre, le 20 mars 1915, à l'hôpital Mirabeau à Tours. La même année, il perd son ami Remy de Gourmont.
Paul Léautaud fréquente Adolphe Paupe depuis une dizaine d'années. Il a relaté ce moment de deuil et tancé la manière dont Paupe réagissait.

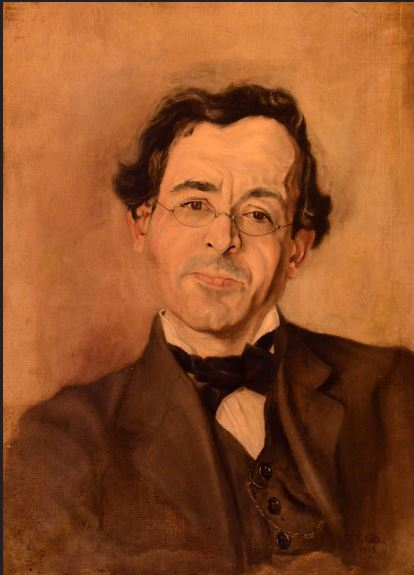
Léautaud en 1915.

### La mort d'Adolphe Paupe
Adolphe Paupe meurt le 20 février 1917. Le Temps lui a accordé une nécrologie.

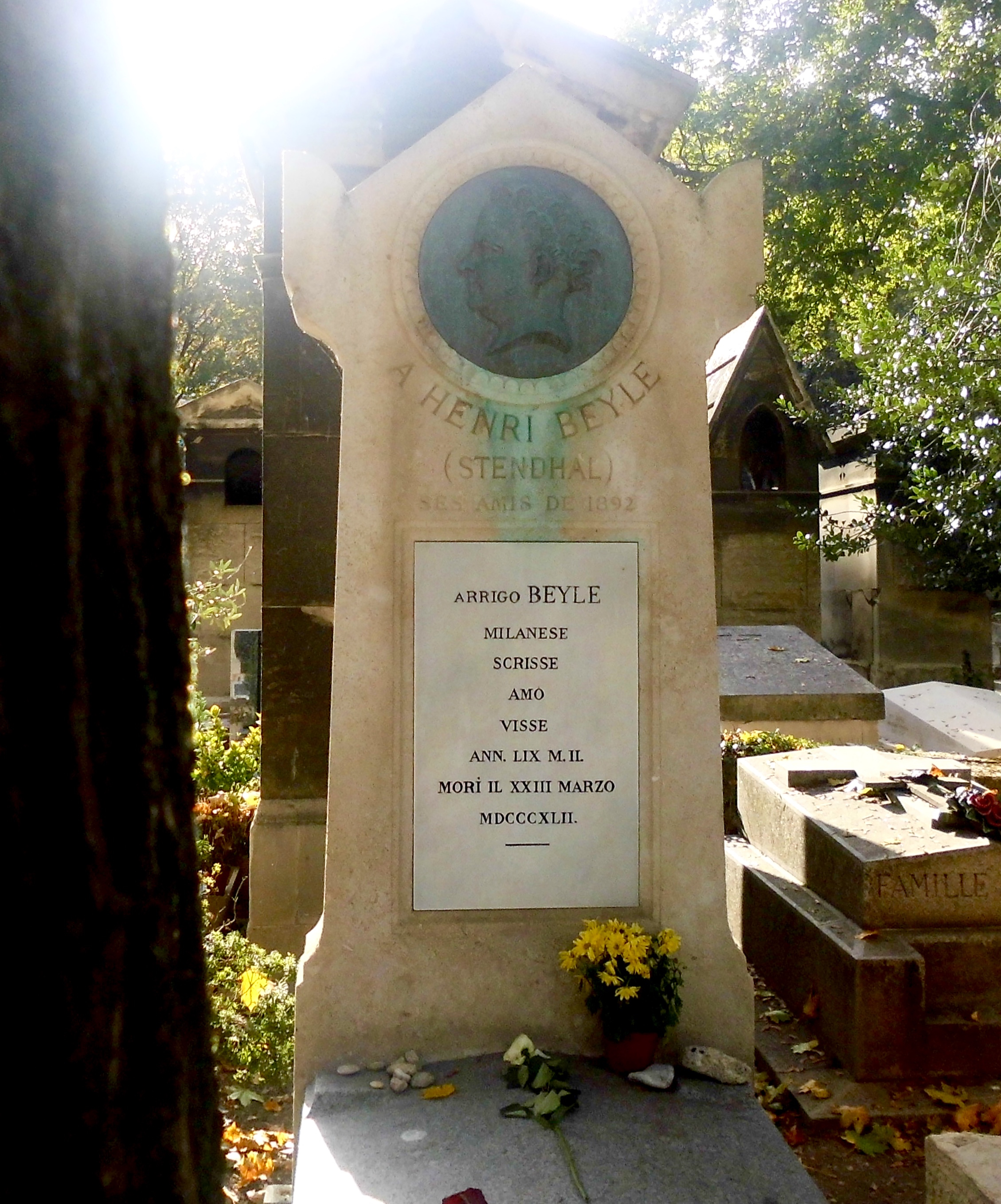
Tombe de Stendhal.

Adolphe Paupe est inhumé au cimetière de La Chapelle. Édouard Champion prononça un discours.

## Adolphe Paupe, le stendhalien
Adolphe Paupe date son « initiation » stendhalienne de l'année 1876. Ses principales publications interviennent cependant presque trente ans plus tard, avec l'Histoire des œuvres de Stendhal en 1903.
Adolphe Paupe n'a jamais manifesté la moindre forfanterie à l'égard de son travail. Le 18 janvier 1906, Paul Léautaud le rencontre au siège de la société La Prévoyance pour lui demander de collaborer à un projet de journal.

### L'archiviste de Stendhal
C'est par cette formule qu'était désigné Adolphe Paupe, parfois aussi le « notaire du stendhalisme »,.

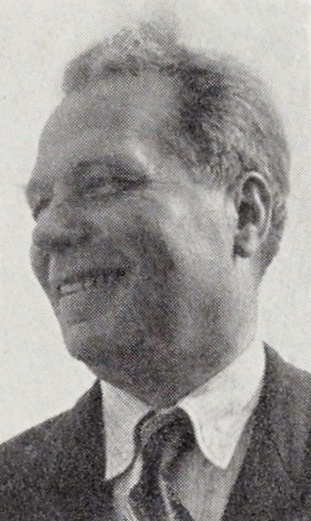
Éd. Champion, éditeur, 1938.

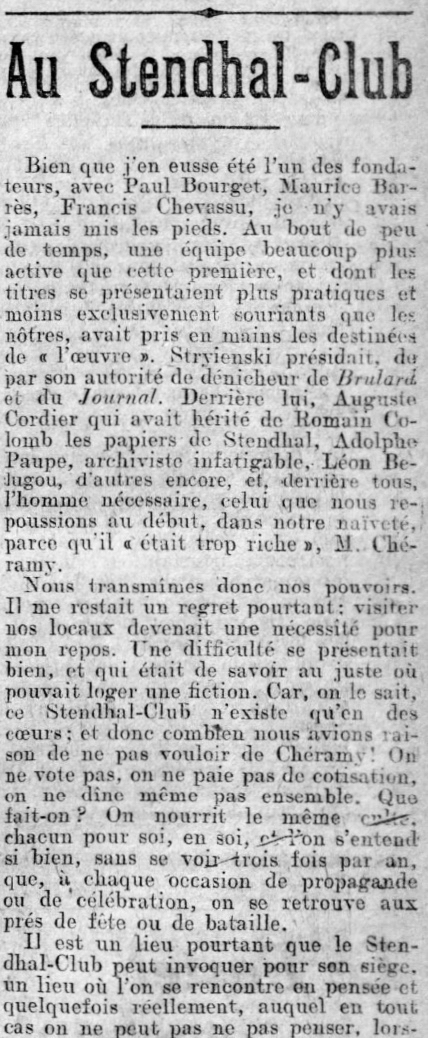
L'Homme libre, 12 mars 1914.

En réalité, les « archives Stendhal » désignaient la collection particulière d'Adolphe Paupe : « ...ce dernier possédait dans deux profondes armoires, pompeusement intitulées “Archives du Stendhal-Club”, les éditions, les manuscrits de l'auteur du Rouge avec mille curieuses et cocasses reliques ».
Dans Le promeneur de la Butte Montmartre, Paul Desalmand (1937-2016) note pareillement : « Sa maison du 50 rue des Abbesses devint une sorte de musée Stendhal personnel où s'entassaient gravures, huiles, statues en plâtre ou en bronze, bibelots divers, assiettes décorées de scènes de romans et évidemment des textes et ouvrages divers »
Dans le quotidien de Clemenceau, L'homme libre, le journaliste André Maurel évoque le Stendhal-Club.

### Histoire des œuvres de Stendhal

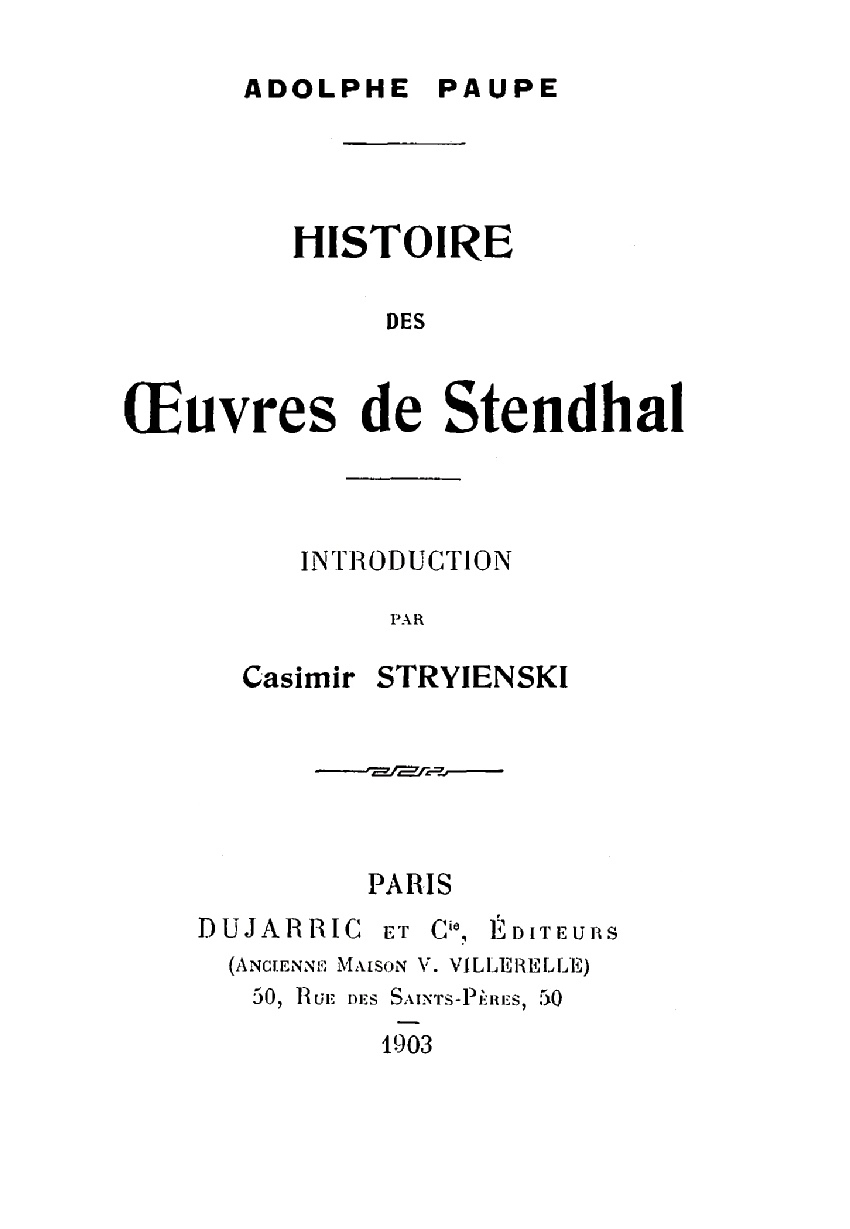
Histoire des œuvres de Stendhal, 1903.

Ami d'Adolphe Paupe, Remy de Gourmont qualifiait d'« excellente » l'Histoire des œuvres de Stendhal.
L'ouvrage comporte vingt-cinq chapitres portant sur les ouvrages de Stendhal proprement dits, et dix-huit autres chapitres thématiques.
Le travail de Paupe a été salué par la critique :

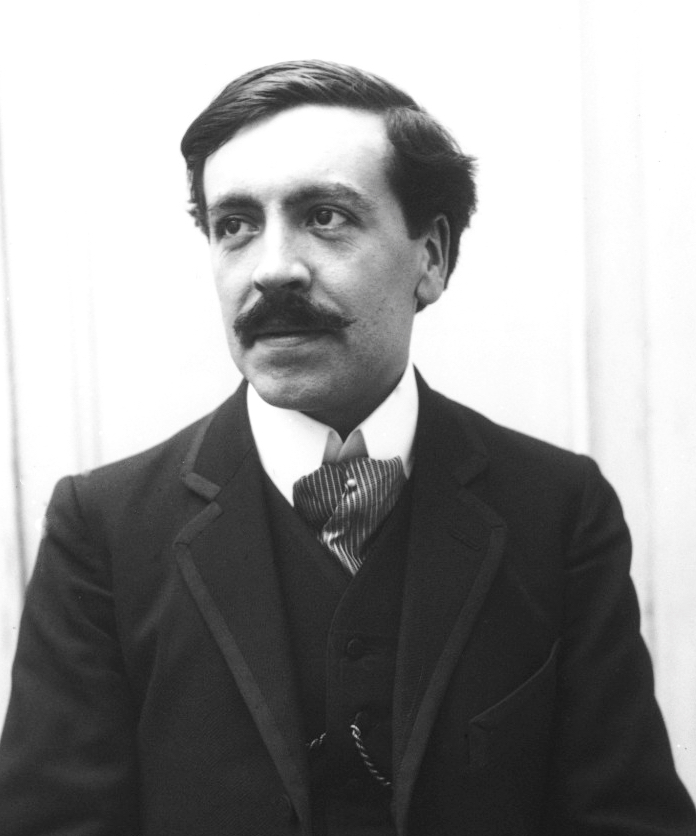
Jules Bertaut.

- « Les beylistes vont être dans la joie : M. Adolphe Paupe vient (...) d'achever une bibliographie très complète des œuvres de l'auteur de la Chartreuse, ainsi que des études et des critiques qui s'y rapportent. C'est là un document d'une valeur incontestable qui fixe dès maintenant certains points de la vie et de l'histoire (si compliquée) des œuvres de Henri Beyle », écrit Jules Bertaut[n 6] dans La Revue hebdomadaire[27].

- « M. Casimir Stryienski et M. Adolphe Paupe nous ramènent à Stendhal lui-même, à un Stendhal exact, contrôlé, soigneusement dépouillé des déformations matérielles et des déviations intellectuelles qu'ont dû, plus ou moins, lui faire subir les "trente-six romanciers au milieu desquels la mode l'admet", ou l'admettait. Ainsi nous rendront-ils capables de goûter Stendhal sans danger. (...) M. Adolphe Paupe a voulu joindre à la sécheresse bibliographique l'amusant défilé des opinions. Après l'histoire et la genèse de chaque ouvrage, il nous donne les jugements les plus célèbres qui furent publiés soit à leur apparition naturelle, soit au cours de critiques modernes, soit à l'occasion des découvertes faites à la bibliothèque de Grenoble », note-t-on dans La Chronique des livres[28].

En 1942, le critique stendhalien bien connu, Henri Martineau continue de louer la publication d'Adolphe Paupe : « Paupe apportait en outre un livre des plus précieux, son Histoire des œuvres de Stendhal, importante bibliographie commentée qui parut en 1904 ».

### La vie littéraire de Stendhal
En 1914 paraît le dernier ouvrage du beyliste de Montmartre, en appendice aux Œuvres complètes de Stendhal publiées par Édouard Champion. Il en décrit lui-même la portée : « De mon côté, j'offre ici ma glane d'inédits, relatifs aux Œuvres de Stendhal dont ils racontent la genèse et les incidents de publication. J'exprime toute ma gratitude à M. Champion qui a bien voulu ajouter ce petit supplément à sa grande entreprise stendhalienne et à M. Muller qui en a corrigé les épreuves avec un rare dévouement lors de la période où je fus privé de l'usage de mes yeux ».
Le critique littéraire à L'Action française, Pierre Lasserre, écrit :

« La Vie littéraire de Stendhal, par le fameux stendhalien, M. Adolphe Paupe, qui sait sur la biographie et les œuvres de Stendhal tout ce qu'il est humainement possible de savoir. Sous cette rubrique, M. Paupe a compris l'historique des livres de son auteur, des notes sur ses relations avec les hommes de lettres de son temps, les opinions exprimées sur lui par les principaux écrivains du XIXe siècle et l'élucidation de petits problèmes pleins de saveur. »

## Publications

### Auteur

#### Livres
- Histoire des œuvres de Stendhal, (introduction de Casimir Strienski), 1903.
- Stendhal et ses livres, 1910. (repris dans le premier chapitre de La Vie littéraire de Stendhal)
- Seize lettres inédites de Prosper Mérimée à Sutton Sharpe, 1910.
- Vingt-neuf lettres inédites de Prosper Mérimée à Sutton Sharpe, 1911.
- La Bibliothèque de Stendhal, 1911. (repris dans le chapitre XII de La Vie littéraire de Stendhal)
- Stendhal et ses contemporains. Lettres inédites, 1912. (repris dans le chapitre XIII de La Vie littéraire de Stendhal)
- La Vie littéraire de Stendhal, éd. Honoré Champion, 1914.

#### Articles
- «Stendhal et ses éditeurs. Documents inédits (I)», Mercure de France, 16 mai 1910, p. 261-273.

### Éditeur scientifique
- Stendhal. Correspondance, 1800-1842, publiée par Ad. Paupe et P.-A. Chéramy, 3 volumes, 1908.